# 미역치

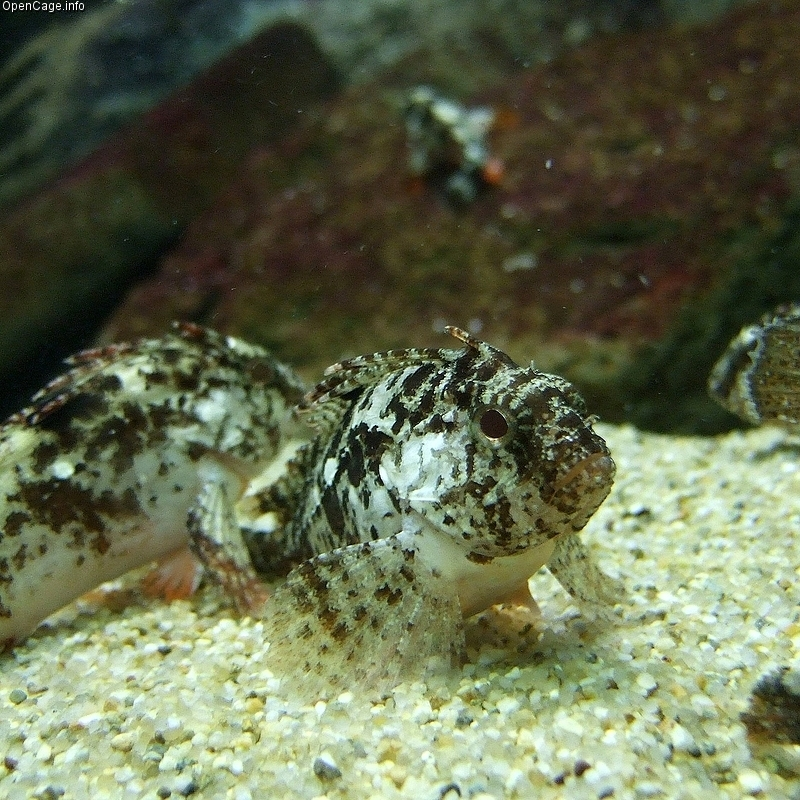

미역치는 미역치과에 속하는 물로기로 학명은 Paracentropogon rubripinnis이다.

## 특징
머리 부분에 있는 가시는 뾰족하고 앞 아가미뚜껑뼈에 5개의 가시가 있다. 등지느러미는 눈의 위쪽에서부터 시작되고 뒷지느러미의 가시는 3개, 배지느러미의 조(條)는 4개이다. 몸은 10cm 정도이며, 납작하고 거의 비늘이 없다. 등쪽은 엷은 갈색, 배는 빨간색이다. 산란기는 여름이고, 자독어(刺毒魚)로서 등지느러미에 14-15개의 강한 독가시가 있다.

## 분포
한국·일본 등지에 분포한다.

## 같이 보기
- 독가시치